# ニオイドクツルタケ
ニオイドクツルタケ（臭毒鶴茸、学名: Amanita oberwinkleriana）は、テングタケ科テングタケ属の属する中型から大型のキノコ（菌類）。姿はドクツルタケによく似ており、致命的な猛毒菌として知られる。
菌根菌。夏から秋にかけて、針葉樹・広葉樹林の地上に発生する。里山の雑木林にも普通に見られる。薄暗い林内でも白いためよく映える。
子実体は傘と柄からなり、全体に白色である。傘裏のヒダも白色で、蜜に配列する。柄の頂部には膜質のツバがあり、表面に白色濃淡のだんだらのささくれが目立つ。柄の基部には袋状の白いツボがあり、肉や柄の基部には塩素のような薬品臭がするのが特徴である。肉は水酸カリウム溶液（KOH水溶液）で変色しない。
摂取直後に嘔吐や下痢などコレラ様の胃腸系中毒症状が現れるが、いったんは回復し（偽回復期）、数日後に胃腸の出血や肝細胞が破壊されて死に至る。

## 似ているキノコ
よく似ているシロタマゴテングタケ（Amanita verna）は、本種同様に猛毒菌として知られ、キノコはやや小型で柄の表面にささくれ模様が見られない。
形態的に非常によく似ているドクツルタケ（Amanita virosa）は亜高山帯の針葉樹林に生え、低い標高地のものは別種とされる。KOH水溶液で変色する。またアケボノドクツルタケ（Amanita atkinsoniana）も全体に白いが、傘中央部が赤みを帯びる。こちらもKOH水溶液で変色する。